# Sievershäger SV 1950
Der Sievershäger SV 1950 ist ein deutscher Mehrspartenverein aus dem Lambrechtshagener Ortsteil Sievershagen im Landkreis Rostock. Mit Stand 2011 werden im Verein Fußball, Tischtennis und Gymnastik betrieben. Er wird durch den Förderverein „Club der 100“ finanziell unterstützt. Heimstätte der Fußballabteilung des Vereins ist der Sportplatz Lambrechtshagen, der 3.000 Zuschauern Platz bietet.

## Verein (Fußball)

Historisches Logo von Traktor Sievershagen

Vorläufer des Sievershäger SV ist die 1950 gegründete Betriebssportgemeinschaft Traktor Sievershagen. Namensänderungen analog zu vielen anderen Betriebssportgemeinschaften wurden bis 1989 nicht mehr vollzogen. Traktor Sievershagen spielte im höherklassigen DDR-Fußball keine Rolle, die BSG bewegte sich zeit ihres Bestehens unterhalb der dritt- beziehungsweise viertklassigen Bezirksliga Rostock.
Nach der politischen Wende wurde die BSG im Jahr 1990 in den bürgerlichen Verein Sievershäger SV 1950 umgewandelt. Auf sportlicher Ebene konnte sich der SSV schnell im höherklassigen Fußball Mecklenburg-Vorpommerns etablieren. 1994 stieg Sievershagen in die Verbandsliga Mecklenburg-Vorpommern auf, in der sich der bis dahin unbekannte Verein mit gesicherten Mittelfeldplätzen halten konnte. Im Jahr 2003 wurde erstmals die Meisterschaft in Mecklenburg-Vorpommern gewonnen. Sievershagen konnte sich knapp vor dem punktgleichen FC Tollense Neubrandenburg durchsetzen. Dem damit verbundenen Aufstieg zur Oberliga Nordost, in der der SSV in 36 Punktspielen nur sieben Siege errang und am Ende nur Vorletzter wurde, folgte der umgehende Wiederabstieg. Seit diesem kurzzeitigen Oberligaintermezzo spielt der Sievershäger SV wieder in der Verbandsliga Mecklenburg-Vorpommern, seit 2008 sechste Spielklasse. Zur Saison 2008/09 trat die Fußballabteilung mit 15 Mannschaften an, darunter neun Nachwuchsteams. In der Spielzeit 2011/12 stand der Club erstmals im Landespokalfinale, das mit 0:1 gegen den FC Schönberg 95 verloren wurde. 2012/13 wurde der Sievershäger SV erneut Landesmeister, verzichtete aber aus finanziellen Gründen auf den Aufstieg in die Oberliga Nordost. Im folgenden Spieljahr 2013/14 qualifizierte sich der Sievershäger SV wieder für das Landespokalfinale: Der SSV verlor 0:4, diesmal hieß der Gegner 1. FC Neubrandenburg (Oberliga Nordost). Noch vor Beginn der Saison 2015/16 musste der Verein seine Mannschaft aus personellen Gründen aus der Verbandsliga abmelden. Die bisherige zweite Mannschaft, die in der Kreisoberliga Warnow aktiv war, wurde infolgedessen zum neuen ersten Fußballteam des Sievershäger SV. 2017 erreichte der SSV den Aufstieg in die achtklassige Landesklasse.

## Statistik
- Landesmeister Mecklenburg-Vorpommern: 2003 und 2013
- Teilnahme am Landespokalfinale: 2012 und 2014
- Teilnahme Oberliga Nordost: 2003/04

## Personen
- Lars Kampf, zeitweise Zweitliga-Fußballspieler, begann seine sportliche Laufbahn beim Nachwuchs des SSV.